# Председник Владе Летоније
Премијер Летоније (летонски: ministru prezidents) је најмоћнији члан владе Летоније, који председава летонским кабинетом министара. Носиоца функције предлаже председник Летоније, али мора бити у могућности да добије подршку парламентарне већине у Сејму.
Од 1990. до 6. јула 1993. шеф владе је био познат као председавајући Већа министара.
Директан превод званичног летонског израза је министар-председник. Иако се еквивалент користи у неким европским језицима, на српском се не користи конвенционално.
Функцију премијера Естоније од 15. септембра 2023. врши Евика Силиња из странке Новог јединства.
Кандидат за председника Владе, кога позове председник Републике, образује владу позивањем министара. Након што кандидат за место премијера достави састав владе, програм деловања и добије повјерење Сејма, премијер и Кабинет министара почињу да испуњавају своје дужности.
Премијер утврђује правце политике владе и ствара јединствен и координисан рад Кабинета министара. Премијер руководи радом Кабинета министара и одговоран је Сејму. Предсједник Владе председава седницама Кабинета министара и кабинета. Премијер именује министре (након што добије поверење Сејма), парламентарне секретаре министарстава (по препоруци ресорног министра), министре (након добијања поверења Сејма), заменика премијера, шефа Кабинет премијера, и премијерови саветници.